# Спортивный переулок (Владимир)
Спортивный переулок — короткая, около 150 м, улица в исторической части («Ветчаный город») города Владимир. Проходит от Большой Нижегородской улицы до улицы Герцена.

## История

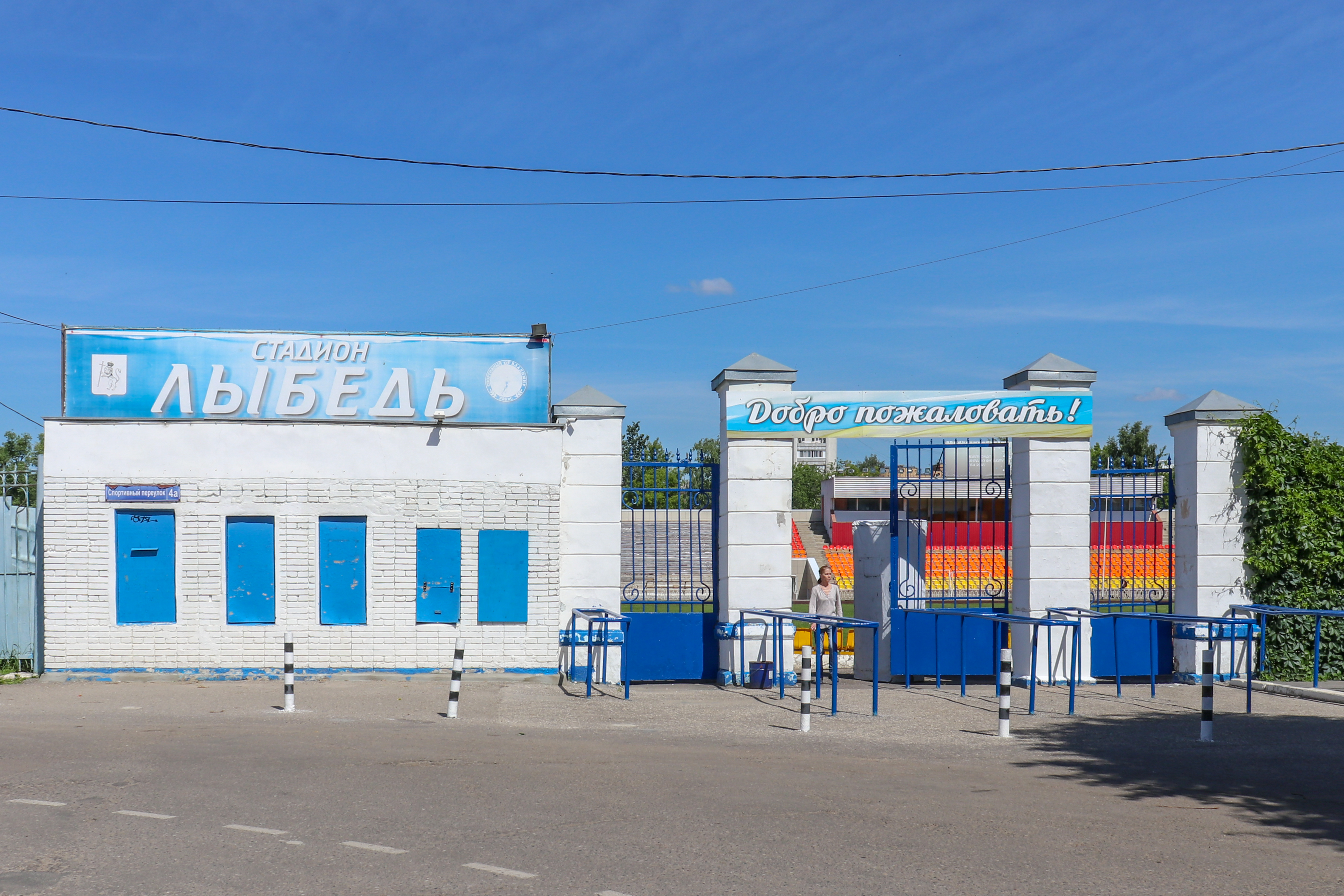
Стадион «Лыбедь»

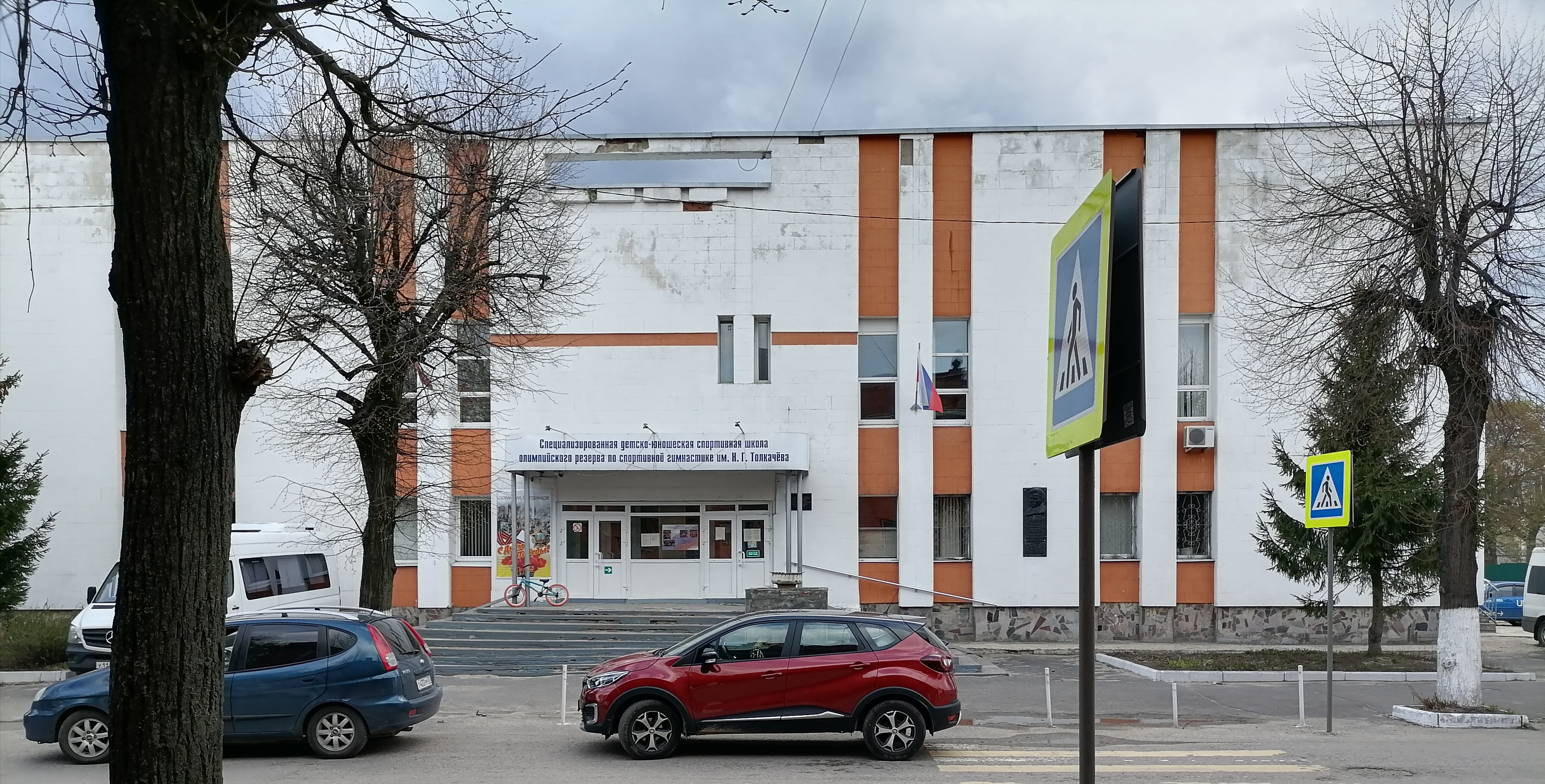
СДЮСШОР им. Н. Г. Толкачева. Новое здание

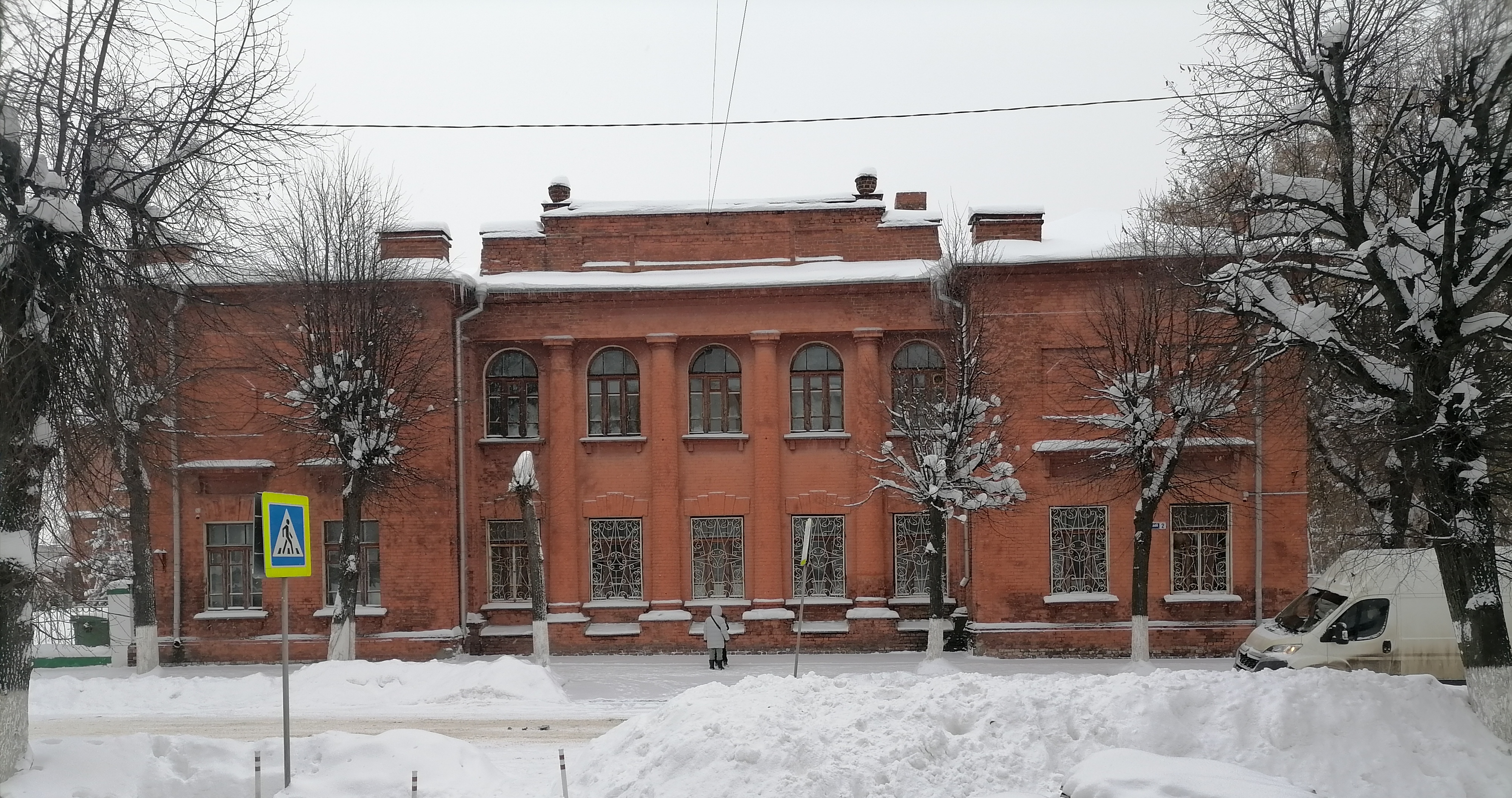
Бывшее женское училище. 2021

Первоначальное название — Зачатьевский переулок, по несохранившемуся Зачатьевскому монастырю, существовавшему в этой восточной части древнего Владимира (название сохранилось в наименовании оборонительного вала). Первоначально выходил к протекавшей ниже реке Лыбедь.
С 1927 года переулок носил название Лыбедский. Современное название с 1935 года.
Единственное здание дореволюционной постройки в переулке, д. 2, было построено специально для начального приходского женского училища имени поэта Жуковского в 1914 году по проекту владимирского городского архитектора Сергея Жарова. После Февральской революции здесь разместился временный приемный пункт для политических заключенных Владимирской каторжной тюрьмы. Затем в здании разместилась мужская школа № 4, в 1940 году здесь открыли первое в городе ремесленное училище, где с 1945 года готовили специалистов для Владимирского тракторного завода. С 1969 года здание занимает СДЮСШОР, в марте 1984 года получившая и новое здание напротив — д.1.
В середине 1920-х годов на месте частных огородов устроили спортивный стадион с футбольным полем, первое название — стадион «Локомотив». Спортивный комплекс перекрыл выход переулка к реке Лыбедь. В послевоенное время стадион менял хозяев, названия — «Строитель», «Лыбедь»
Обсуждаются предложения переименовать переулок в честь уроженца Владимира олимпийского чемпиона по гимнастике Николая Андрианова (1952—2011)

## Достопримечательности

Мемориальная доска Н. Г. Толкачёву

д. 1 — СДЮСШОР им. Н. Г. Толкачева, мемориальная доска Николаю Толкачёву (скульптор В. А. Шанин).
д. 2 — бывшее женское училище